# Kom, liefste geef me je hand
Kom, liefste geef me je hand is een single van de Nederlandse zangeres Lenny Kuhr uit 1974, afkomstig van haar vijfde studioalbum God laat ons vrij.
Het nummer is geschreven door Kuhr en Piet Souer en geproduceerd door Gerrit den Braber. In de drie weken dat het in de Nederlandse Top 40 te vinden was, kwam het tot de 33e plaats.